# Brokopondo (plaats)
Brokopondo is een plaats in Suriname en hoofdplaats van het district Brokopondo. De plaats ligt aan de linkeroever van de Surinamerivier ten noorden van de Afobakadam. Brokopondo is bereikbaar via de weg van Paranam naar Afobaka.
Er staat een monument voor verleden en toekomst van de beeldhouwer Jo Rens. Het beeldt twee mannen uit: een staand met een papegaai en een zittend met een schrijfplank.
Het grootste deel van de bevolking bestaat uit Marrons, een volk dat ontstond tijdens de periode van slavernij. Slaven die kans zagen te ontvluchten trokken het binnenland van Suriname in om zich daar te vestigen.
Er is een ruime badplaats van zand langs de rivier Suriname dicht bij het centrum.

## Geboren
- Lowinso Misiedjan, artiestennaam King Koyeba (1985), dancehall-reggaezanger

## Galerij

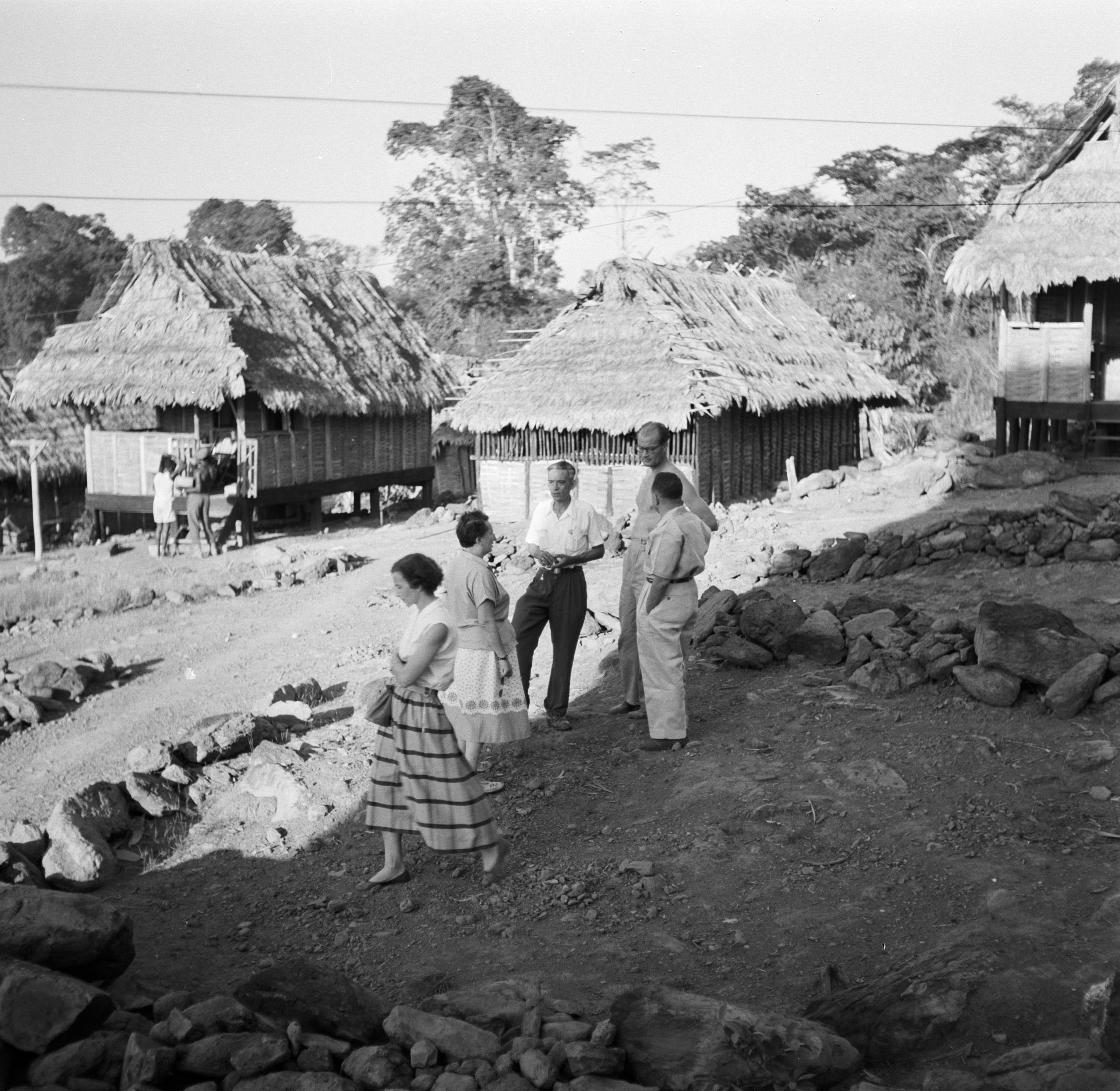
Brokopondo (1955)
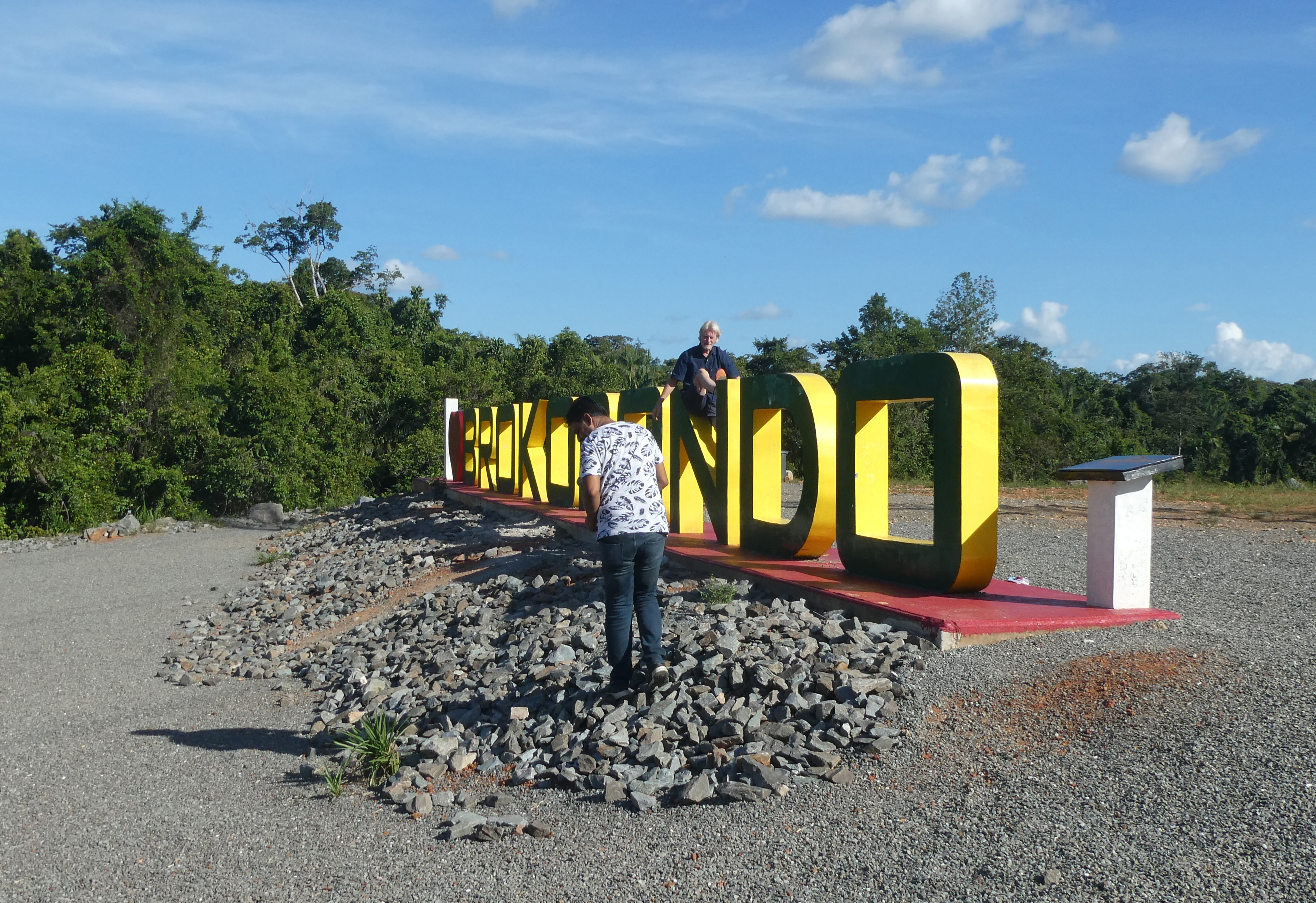
Plaatsnaambord

Braamspunt · Brokopondo · Christiaankondre · Corantijnstrand · Langamankondre · Oemansanti · Overbridge River Resort · Stoneiland · White Beach